# Farigia conspersata
Farigia conspersata är en fjärilsart som beskrevs av Paul Dognin 1921. Farigia conspersata ingår i släktet Farigia och familjen tandspinnare. Inga underarter finns listade i Catalogue of Life.